# Teatro Proletario
El Teatro Proletario (Das proletarische Theater en alemán), de nombre completo Escena teatral proletaria de los trabajadores revolucionarios del Gran Berlín (proletarisches Theater-Bühne der revolutionären arbeiter Gross-Berlins) es el nombre del grupo teatral de agitprop fundado en marzo de 1920 por el director de escena y teórico teatral Erwin Piscator y Hermann Schüller en Berlín, durante la República de Weimar.
Después de la Primera Guerra Mundial, durante los años de crisis de la posguerra alemana, la influencia de la recién creada Unión Soviética marcó la vida cultural desarrollada por la izquierda revolucionaria. Llegaban a Alemania noticias de que a raíz de la Revolución de octubre de 1917, habían surgido allí muchas nuevas organizaciones culturales proletarias conocidas como Proletkult o "cultura proletaria". Empezaron a proliferar artículos de prensa y escritos sobre los logros de la Proletkult. En 1919, se tradujo al alemán la obra Die Kunst und das Proletariat (El arte y el proletariado) de Alexandr Bogdánov, el principal teórico de ese movimiento cultural. Las ideas de Bogdánov propiciaron un fuerte impulso a todos aquellos que buscaban alternativas al reformismo del Partido Socialdemócrata de Alemania y al conservadurismo cultural, entre ellos Piscator y Schüller.
Piscator definía el teatro proletario como político y propagandístico, y lo concebía como un arma revolucionaria centrada en la lucha de clases y destinada a propagarla. Para lograrlo, las obras debían tener un lenguaje y una estructura clara y sin ambigüedad para el público obrero. El aspecto artístico estaba subordinado al objetivo revolucionario, sin despreciar los recursos técnicos y estilísticos más recientes de la historia del arte, pero rechazando estilos como el neo-romántico o el expresionismo. Para romper con la tradición teatral burguesa, el Teatro proletario de Piscator y Schüller se constituyó como una organización colectiva en la que los directores, actores, técnicos, decoradores y empleados tenían relaciones igualitarias. No solo la producción, la administración y las representaciones se gestionaban colectivamente, sino que se animaba también a los espectadores a que participaran en el espectáculo. Durante su corta existencia el Teatro proletario dio más de 50 representaciones teatrales para un total de más de 5000 espectadores obreros.
La experiencia terminó en noviembre de 1921, cuando el jefe de la policía de Berlín no les renovó la licencia para dar representaciones teatrales. Piscator declaró entonces que a pesar de que esto ponía fin al proyecto, se habían cumplido sus expectativas: el teatro, como institución artística, había adquirido una nueva función, había salido del aislamiento en que se encontraba para reintegrar la vida social y se había convertido en un modo de expresión del movimiento revolucionario. Tras esa experiencia, Piscator codirigió en 1922-23 el Teatro Central (Central-Theater) de Berlín, en el barrio de Kreuzberg, con el dramaturgo Hans José Rehfisch. Aprovechó ese tiempo para perfeccionar sus conocimientos en dirección de escena y en escenografía, hasta que en 1924 fue nombrado director de la Volksbühne donde desarrolló lo que sería llamado teatro documental, una práctica pionera nacida de lo experimentado en el Teatro Proletario.
Piscator es autor del libro de teoría El teatro político.